# Borek Miński
Borek Miński – wieś sołecka w Polsce położona w województwie mazowieckim, w powiecie mińskim, w gminie Mińsk Mazowiecki (północny kraniec gminy). Leży przy drodze Mińsk Mazowiecki - Stanisławów.
W latach 1975–1998 miejscowość administracyjnie należała do województwa siedleckiego.
Wierni Kościoła rzymskokatolickiego należą do parafii Matki Bożej Dobrej Rady w Wólce Mińskiej.